# Recław (gromada)
Recław – dawna gromada, czyli najmniejsza jednostka podziału terytorialnego Polskiej Rzeczypospolitej Ludowej w latach 1954–1972.
Gromady, z gromadzkimi radami narodowymi (GRN) jako organami władzy najniższego stopnia na wsi, funkcjonowały od reformy reorganizującej administrację wiejską przeprowadzonej jesienią 1954 do momentu ich zniesienia z dniem 1 stycznia 1973, tym samym wypierając organizację gminną w latach 1954–1972.
Gromadę Recław z siedzibą GRN w Recławiu utworzono – jako jedną z 8759 gromad na obszarze Polski – w powiecie kamieńskim w woj. szczecińskim na mocy uchwały nr V/45/54 WRN w Szczecinie z dnia 5 października 1954. W skład jednostki weszły obszary dotychczasowych gromad Gogolice, Koniewo, Laska (bez miejscowości Dramino), Recław, Siniechowo, Skoszewo i Zagórze ze zniesionej gminy Recław oraz obszar dotychczasowej gromady Sibin ze zniesionej gminy Jarszewo w tymże powiecie. Dla gromady ustalono 13 członków gromadzkiej rady narodowej.
31 grudnia 1959 do gromady Recław włączono obszar zniesionej gromady Troszyn (bez miejscowości Strzegowo i Ostromice) w tymże powiecie; z gromady Recław wyłączono natomiast miejscowość Sibin, włączając ją do gromady Jarszewo w tymże powiecie.
Gromada przetrwała do końca 1972 roku, czyli do kolejnej reformy gminnej.